# Telma Encarnação
Telma Raquel Velosa Encarnação (* 11. Oktober 2001 in Funchal) ist eine portugiesische Fußballspielerin. Seit dem Jahr 2024 spielt sie für Sporting Lissabon und ist seit dem Jahr 2018 A-Nationalspielerin. 

## Karriere

### Vereine
Auf Madeira geboren, begann Encarnação auch auf dieser Insel für den in Câmara de Lobos ansässigen Verein ADRC Os Xavelhas mit dem Fußballspielen. Im Alter von 14 Jahren in den Hauptort gelangt, spielte sie fortan für Marítimo Funchal. Zur Saison 2017/18 rückte sie in die erste Mannschaft auf, der sie gegenwärtig weiterhin angehört. Im März 2021 wurde ihre Vertragslaufzeit um drei weitere Jahre verlängert.
Im August 2024 wechselte sie zu Sporting Lissabon. Ihre ersten Spiele für Sporting waren das Halbfinale und Finale im Supercup. Dabei erzielte sie beim 2:1-Finalsieg gegen Lokalrivale Benfica das Tor zum zwischenzeitlichen Ausgleich und gab die Vorlage zum Siegtor durch Cláudia Neto.

### Nationalmannschaft
Encarnação spielte für die Nachwuchsnationalmannschaften des FPF der Altersklassen U16, U17, U19 und U23. Ihr erstes Spiel für die A-Nationalmannschaft bestritt sie am 10. November 2018 in Rio Maior beim 1:0-Sieg im Freundschaftsspiel gegen die Nationalmannschaft Wales’ mit Einwechslung für Laura Luís ab der 59. Minute. Bei der Europameisterschaft 2022 kam sie im ersten und dritten Spiel der Gruppe C als Einwechselspielerin zum Einsatz.
Am 30. Mai 2023 wurde sie für die WM-Endrunde nominiert. Sie wurde im ersten Gruppenspiel, der 0:1-Niederlage gegen die Niederlande, eingewechselt, im zweiten Gruppenspiel stand sie in der Startelf, erzielte beim ersten WM-Sieg der Portugiesinnen das Tor zur 1:0-Führung gegen Vietnam und wurde als Spielerin des Spiels ausgezeichnet. Im dritten Gruppenspiel wurde sie wieder in der Schlussphase eingewechselt. Sie schied mit ihrer Mannschaft nach dem torlosen Remis gegen Titelverteidiger USA als Gruppendritte aus. Immerhin verloren sie nach zehn Niederlagen erstmals nicht gegen die USA.
Am 24. Juni 2025 wurde sie für die EM-Endrunde 2025 nominiert. Sie wurde im zweiten und dritten Gruppenspiel ihrer Mannschaft  jeweils eingewechselt und erzielte im dritten Spiel gegen Belgien das Tor zum 1:1-Ausgleich. Durch ein Gegentor in der Nachspielzeit verloren sie das Spiel und schieden nach den Gruppenspielen aus.

## Erfolge
- Portugiesischer Supercup: 2024